# 臨桂区
臨桂区（りんけい-く）は中華人民共和国広西チワン族自治区桂林市に位置する市轄区。

## 行政区画
- 鎮:臨桂鎮、六塘鎮、会仙鎮、両江鎮、五通鎮、四塘鎮、南辺山鎮、中庸鎮、茶洞鎮
- 民族郷:宛田ヤオ族郷、黄沙ヤオ族郷

## 交通

### 航空
- 桂林両江国際空港

### 鉄道
- 中国国家鉄路集団
  - 貴広旅客専用線
    - 五通駅

### 道路
- 高速道路
  -  包茂高速道路
  -  泉南高速道路
  -  桂河高速道路（中国語版）
  -  桂林環状高速道路（中国語版）
- 国道
  - G321国道
  - G357国道（中国語版）

## 姉妹都市・提携都市

### 提携都市
- 美浦村（茨城県稲敷郡）